# 백 투 가야
백 투 가야(Back To Gaya)는 2004년 공개된 애니메이션 영화이다.

## 줄거리
이 작품은 가야라는 상상의 세계에서 펼쳐지는 부와 지노의 모험을 다룬 유명 TV 시리즈 "매직랜드"를 원작으로 한다. 하지만 어느 날 사악한 의사가 "마법의 돌"을 훔치면서 모든 것이 바뀐다. 이 사실을 알게 된 가야인들은 모두 걱정하지만, 부, 지노, 알란타와 그들의 적 "스너크"와 함께 가야인들이 알고 있는 귀중한 달라마이트 보석을 찾아 위대한 모험을 떠나게 된다.

## 출연

### 주연
- 패트릭 스튜어트
- 에밀리 왓슨

### 조연
- 글렌 레이지
- 앨런 마리오트
- 로렐라이 킹
- 케이트 로빈스
- 존 구에라시오